# Volkswagen ID. Buzz
La Volkswagen ID. Buzz  est un monospace électrique du constructeur automobile allemand Volkswagen produit à partir de 2022.

## Présentation

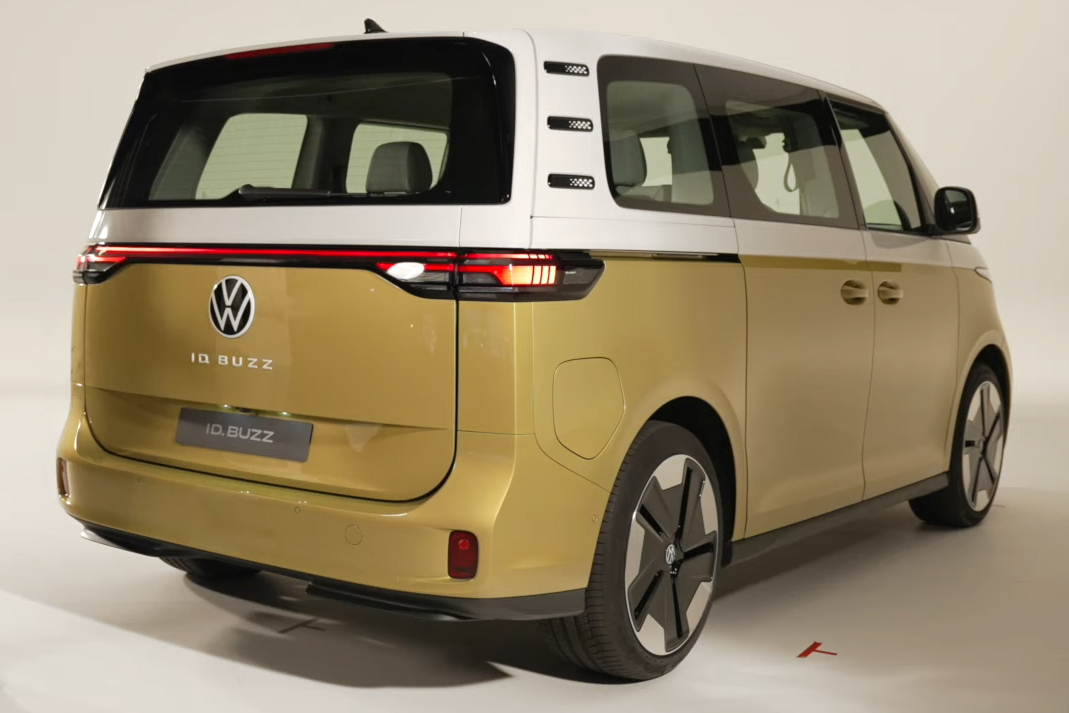
Volkswagen ID. Buzz.

Volkswagen annonce l'arrivée en 2022 de l'ID. Buzz par une courte vidéo diffusée le 23 décembre 2021,, après avoir déjà publié des photos d'une version autonome et camouflée de cette ID. Buzz. Celui-ci veut rendre hommage au Combi présenté en 1950 au Salon de Genève et décliné les années suivantes en différentes versions. Cet héritage est caractérisé, entre autres, par la peinture bicolore.
Volkswagen a d'ores et déjà annoncé qu'une version à empattement allongé serait également commercialisée, après la version « standard » offrant ainsi sept places, ainsi qu'une version « California » équipée pour le camping et prévue pour 2025.
Elle est présentée officiellement le 9 mars 2022. Le modèle est commandable en France à partir de mai. La production de série débute en juin dans l'usine allemande de Hanovre. L'arrivée en concession est attendue pour le mois d'octobre 2022,.
De l'ouverture des commandes jusqu'au 18 août 2022, 10 000 précommandes sont enregistrées pour l'ID. Buzz (3 400 en Norvège, 2 500 en Allemagne, 1 100 aux Pays-Bas). Les chiffres pour la France ne sont pas connus à cette date, les précommandes n'y ayant pas encore débuté,. Volkswagen a pour objectif de produire 15 000 ID.Buzz en 2022, 60 000 unités en 2023, puis jusqu'à 130 000 en 2024,.
L'ID. Buzz est l'un des sept finalistes pour le concours de Voiture de l'année 2023.

### ID. Buzz Cargo

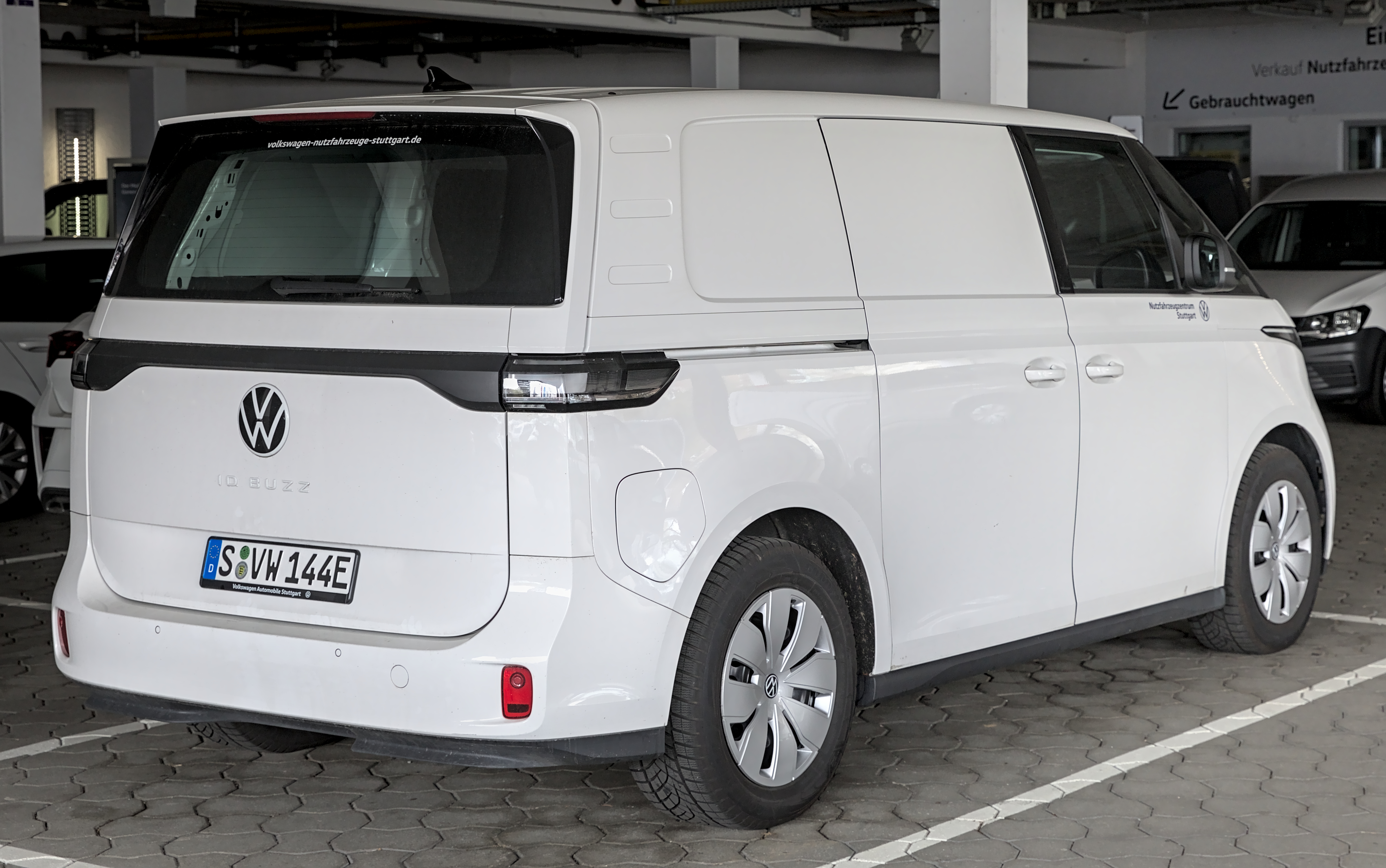
Volkswagen ID. Buzz Cargo

En septembre 2018, Volkswagen dévoile au salon du véhicule utilitaire à Hanovre la version utilitaire et tôlée du concept car ID. Buzz, le ID. Buzz Cargo.
L'ID. Buzz est finalement disponible de série dans une variante utilitaire, à trois places, dont les vitres arrière ont été remplacées par une tôle.

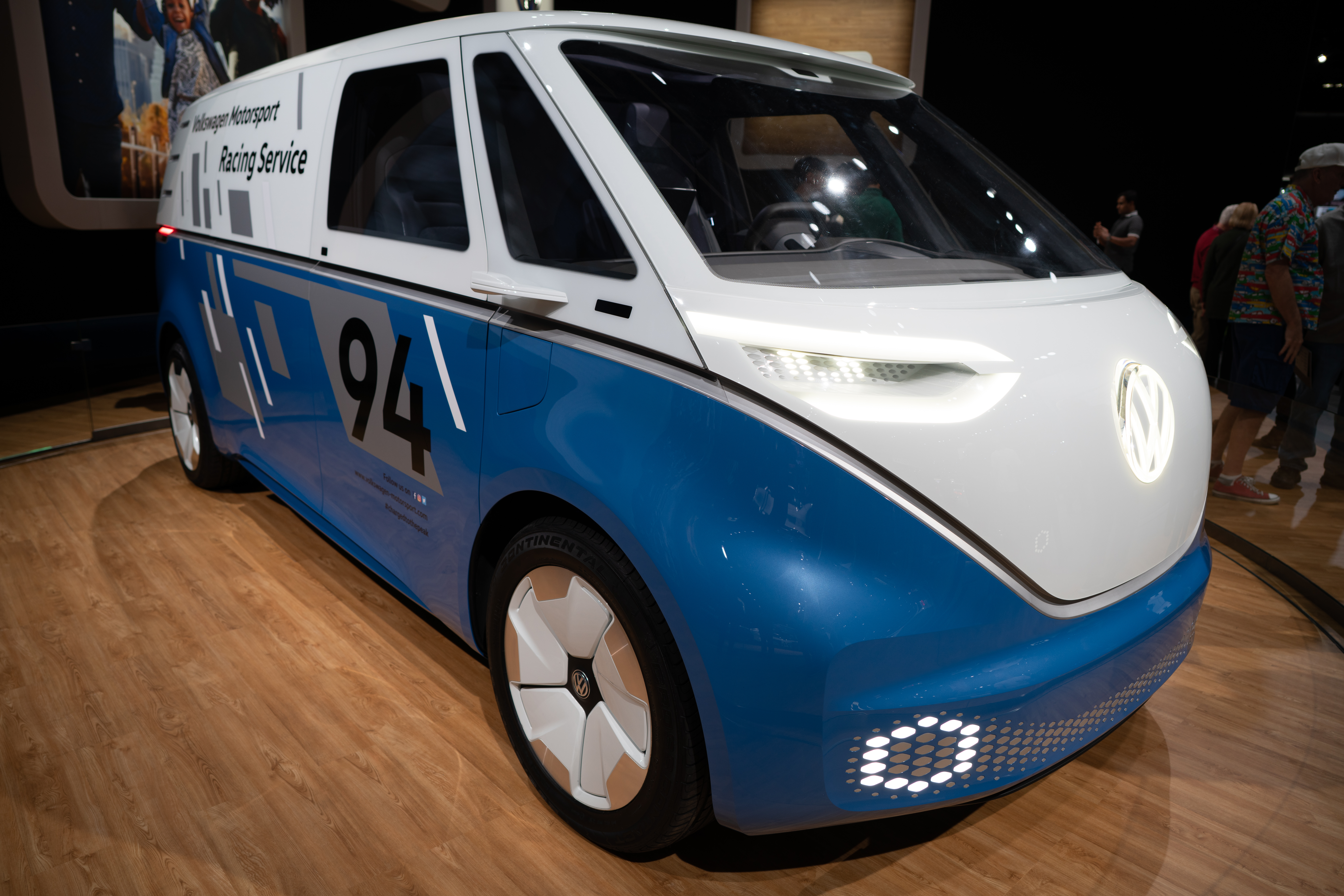
Volkswagen I.D. Buzz Cargo Concept

La version Cargo bénéficie d'une capacité de chargement de 3,9 m3 pouvant recevoir deux euro-palettes et une charge maximale de 650 kg. De série, l'ID. Buzz Cargo est doté d'une porte coulissante côté passager et peut recevoir une porte coulissante côté conducteur en option.
À l'intérieur, l'écran d'info-divertissement est plus petit que dans la version familiale (10 à 12 pouces selon les versions).

### ID. Buzz LWB
La version à long empattement LWB (Long Wheelbase) de l'ID. Buzz est présentée le 2 juin 2023. Elle est exposée au public le 23 juin 2023, lors du VW Bus Festival à Hanovre, en Allemagne. La version courte est ainsi renommée en ID. Buzz NWB (Normal Wheelbase).
Elle offre au Combi moderne la possibilité de proposer 5, 6 ou 7 places assises. L'ID. Buzz LWB bénéficie de 25 cm supplémentaires sur son empattement pour une longueur totale de 4,962 m.
L'ID. Buzz LWB se dote du nouveau moteur électrique inauguré sur la récente Volkswagen ID.7, et repris sur la Cupra Tavascan, d'une puissance de 286 ch et 560 N m de couple, associé à une batterie d'une capacité de 85 kWh.
Le Long Wheelbase peut recevoir un toit vitré d'un surface de 1,5 m2.

## Conception et contexte

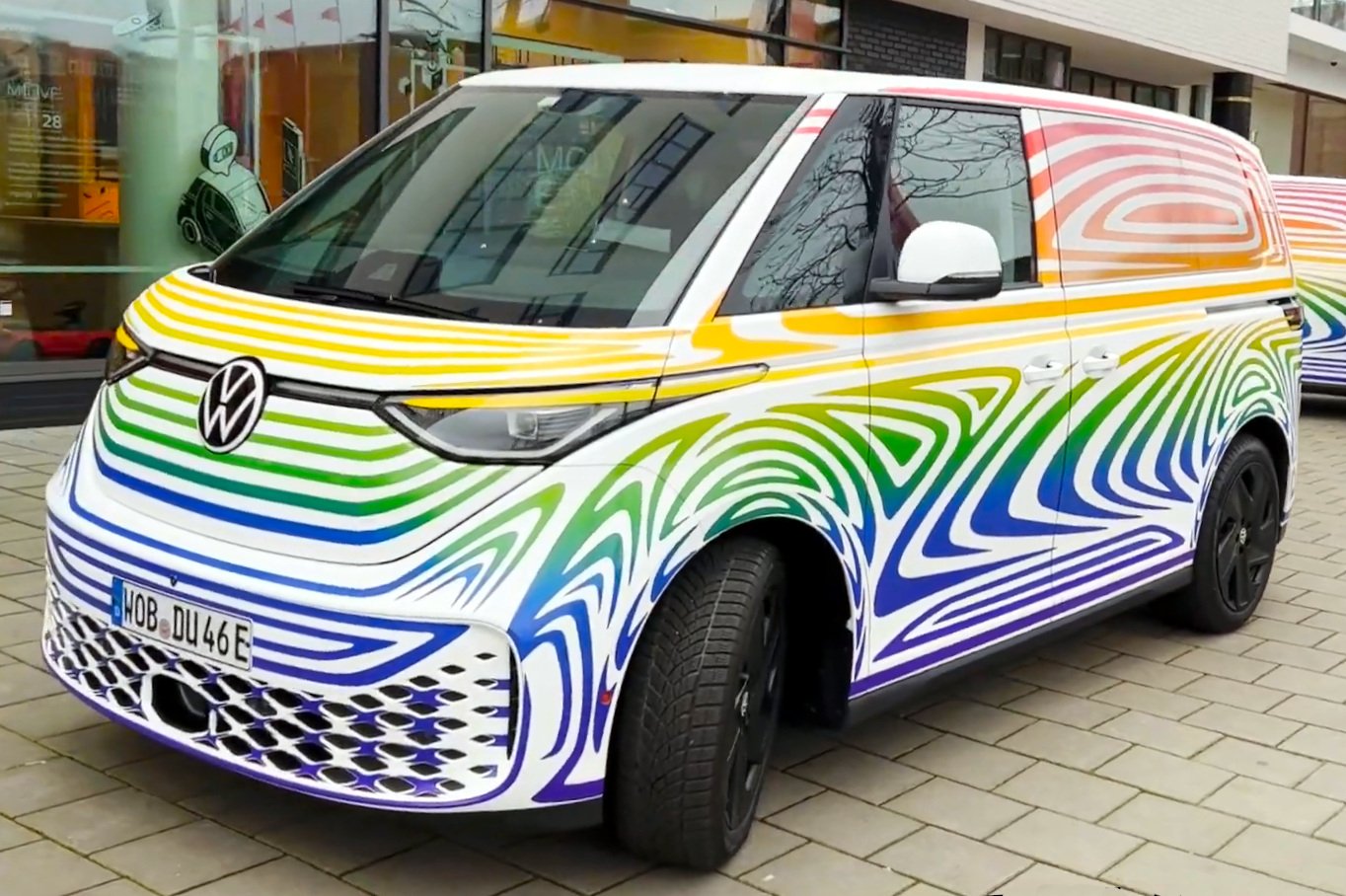
Un exemplaire de pré-production de l'ID.Buzz camouflé pendant un test sur route.

La ligne d'ID.Buzz rappelle, quoique de manière moderne, celui du T1 original commercialisé entre les années 1950 et 1960. Le logo proéminent de la maison ressort sur sa face avant. L'ID.Buzz est également disponible en version bicolore en option.
La version passager SWB/RWD dispose de cinq sièges. Derrière la banquette arrière, on retrouve 1 121 litres d’espace de chargement. Chaque rangée dispose de deux sièges pour une capacité totale de six ; sur le modèle à empattement long (LWB), cependant, la rangée centrale peut en accueillir trois, atteignant une capacité totale de sept sièges. Les surfaces des sièges sont en plastique recyclé et aucun revêtement en cuir n'est disponible.
L'instrumentation principale du véhicule consiste en un écran de 5,3 pouces positionné au-dessus du volant, tandis que les commandes d'infodivertissement et de climatisation sont regroupées sur un deuxième écran positionné au centre de la console centrale. Ce dernier a une taille de base de 10 pouces, mais celui de 12 pouces est également disponible en option. Le véhicule est équipé de jusqu'à huit ports USB.

## Caractéristiques techniques
L'ID. Buzz repose sur la plateforme modulaire MEB (Modularen Elektrik Baukasten) dédiée aux véhicules électriques du groupe Volkswagen, servant notamment à l'ID.3.
La banquette de l'ID. Buzz est rabattable en 2/3 - 1/3 et coulisse sur 15 cm.
Le rayon de braquage de ce modèle électrique est de 11 mètres. Sa longueur atteint 4,72 m et son empattement 2,99 m. La vitesse maximale est quant à elle limitée électroniquement à 145 km/h. Les jantes ont un diamètre de 18 à 21 pouces, selon le modèle de jante. Elle présente un Cx de 0,285 particulièrement bas pour un véhicule utilitaire (0,29 en version Cargo).

### Motorisation
Lors de sa commercialisation, l'ID. Buzz propose une unique motorisation composée d'un moteur électrique synchrone à aimants permanents, placé sur l'essieu arrière (propulsion), d'une puissance de 150 kW (204 ch) et 310 N m de couple. Avec l'arrivée de la version LWB, une nouvelle motorisation (code  APP550) de 210 kW (286 ch) et 560 N m de couple est disponible.

### Batterie
La Volkswagen ID. Buzz est dotée d'une batterie Lithium-ion d'une capacité de 82 kWh brute, soit 77 kWh utiles, offrant une autonomie de 400 km. La batterie accepte une charge rapide maximale à 170 kW en courant continu. En juin 2023, Volkswagen propose la batterie de 86 kWh utiles sur l'ID. Buzz LWB.
| Puissance moteur (kW)                     | 150                   | 210         |
| Puissance maximale (ch)                   | 204                   | 286         |
| Couple maximal (N m)                      | 310                   | 560         |
| Vitesse maximale (km/h)                   | 145                   | 160         |
| 0-100 km/h (s)                            | 10,2                  | 7,9         |
| Transmission                              | Propulsion            | Propulsion  |
| Masse à vide (kg)                         | 2484                  |             |
| Batterie                                  |                       |             |
| Type                                      | Lithium Ion           | Lithium Ion |
| Capacité brute (kWh)                      | 82                    | 91          |
| Capacité utile (kWh)                      | 77                    | 86          |
| Poids (kg)                                |                       |             |
| Autonomie (WLTP) (km)                     | 416                   |             |
| Consommation (WLTP) (kWh/100 km)          | 20,8 à 21,7           |             |
| Puissance de charge                       |                       |             |
| en courant alternatif monophasé (AC) (kW) | 7,4                   | 7,4         |
| en courant alternatif triphasé (AC) (kW)  | 11                    | 11          |
| en courant continu (DC) (kW)              | 170                   | 170         |
| Temps de recharge                         |                       |             |
| sur une prise domestique 2,3 kW (AC)      |                       |             |
| sur une Wallbox 11 kW (AC)                | 7h30 (0 à 100 %)      |             |
| sur une borne rapide 135 kW (DC)          | 30 minutes (5 à 80 %) |             |

## Finitions

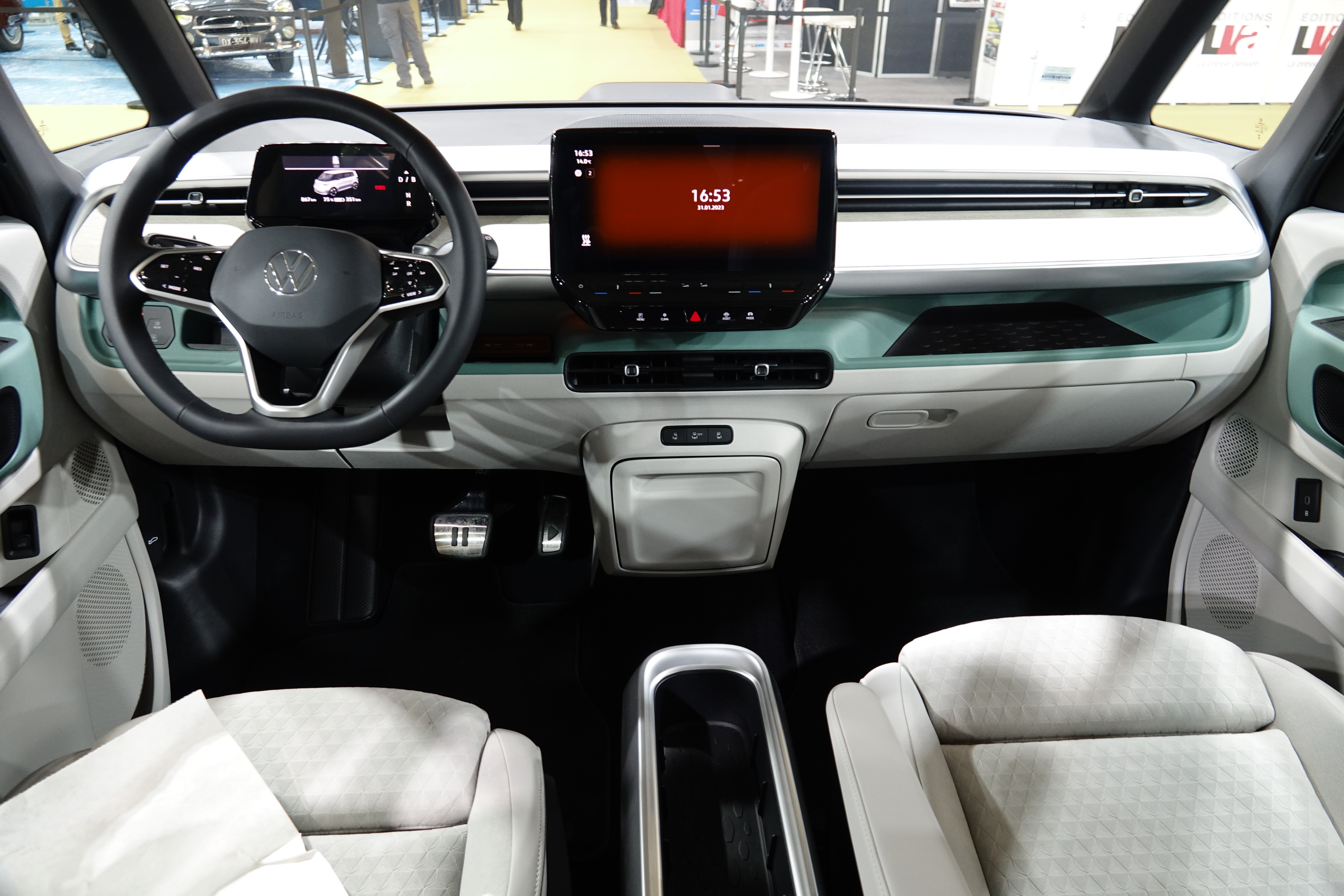
Volkswagen ID. Buzz - Planche de bord.

- Pure
- Pro
- Freestyle

## Concept cars
Le constructeur allemand a présenté, depuis une vingtaine d'années, plusieurs concept cars hommage au Combi, avant l'ID. Buzz Concept annonçant la version de série définitive dévoilée en 2022.

### Microbus Concept

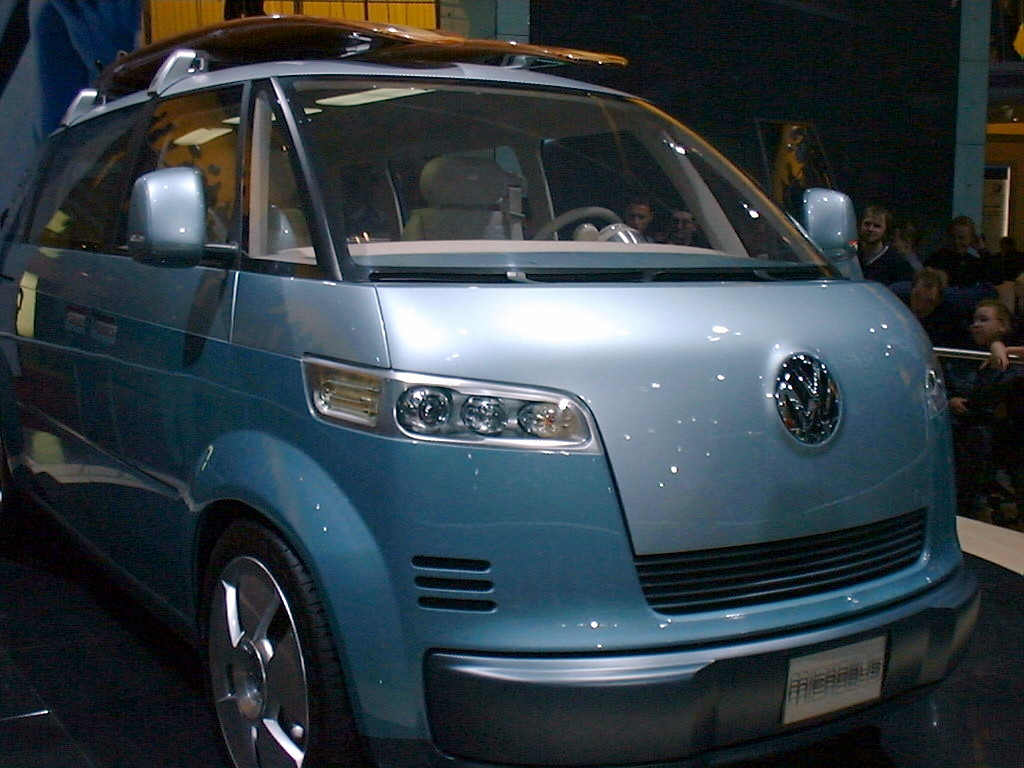
Volkswagen Microbus Concept au salon de Francfort 2001.

C'est en 2001, au salon de Genève que le constructeur allemand présente le premier concept hommage au combi, le Microbus Concept, qui ne donnera finalement pas suite à un véhicule de série.

### Bulli Concept

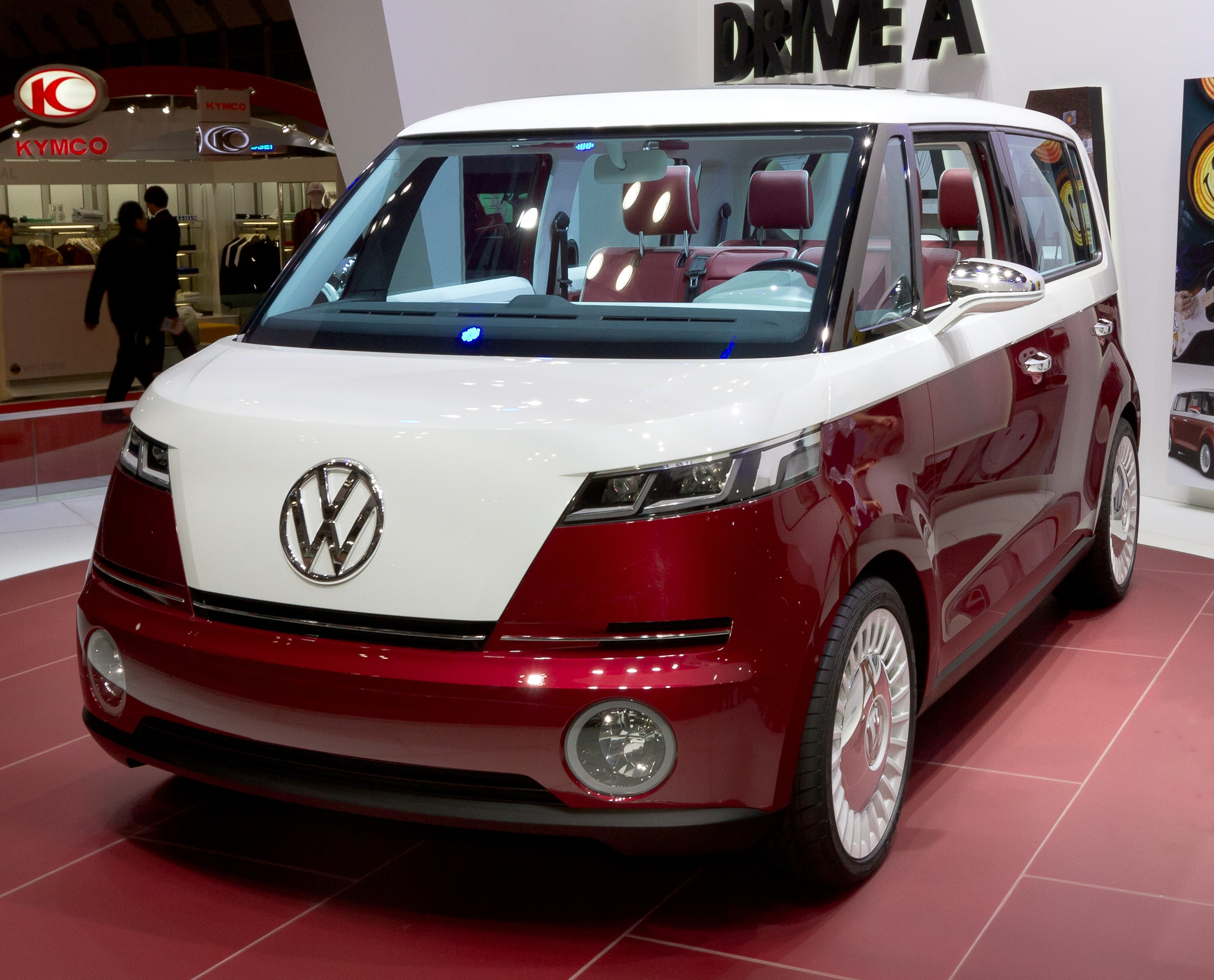
Volkswagen Bulli Concept au salon de Tokyo 2011

Au salon de Francfort 2011, Volkswagen présente le concept car Bulli, nouvelle interprétation au style néo-rétro du VW Combi, dans un format plus court,.

### ID.Buzz Concept

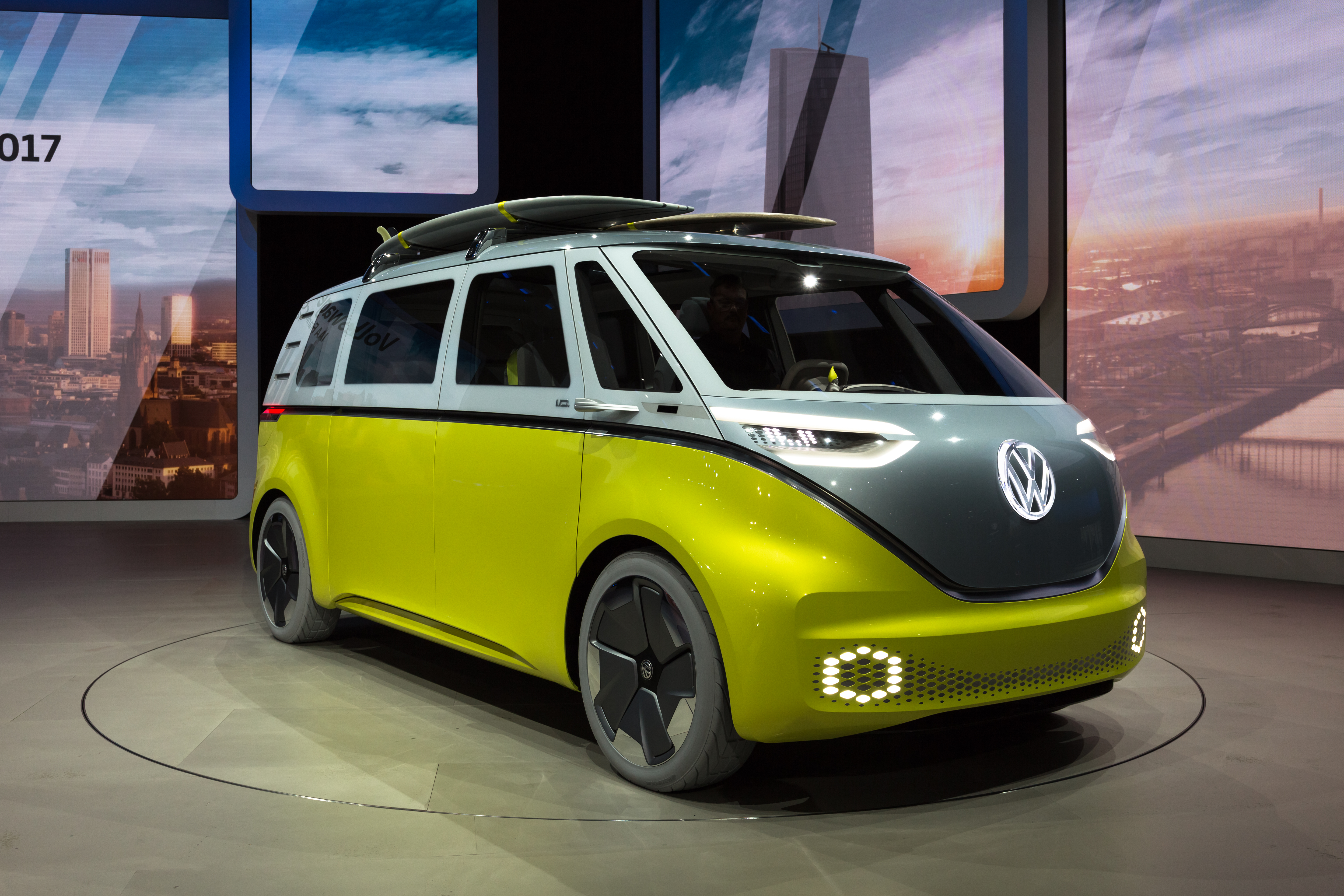
Volkswagen ID.Buzz Concept au salon de Francfort 2017.

Le Volkswagen ID. Buzz est préfiguré par le concept car Volkswagen ID.Buzz Concept présenté au salon de Détroit 2017

### ID. Buzz Doka Concept
Le 3 mai 2022 à l’occasion de la Journée du Design en Europe, Klaus Zyciora (responsable du design Volkswagen) a publié sur Instagram une image d'une version Pick-up de l'ID. Buzz nommée « Doka » en référence à la carrosserie Doka (pour Doppelkabine) des années 1950.

### ID. Buzz Obi-Wan Kenobi
Le 27 mai 2022, à l'occasion de la première de la nouvelle série de Disney+ inspirée de l'univers de Star Wars nommée Obi-Wan Kenobi, Volkswagen présente deux show cars : ID. Buzz Obi-Wan Kenobi Light Side Edition et ID. Buzz Obi-Wan Kenobi Dark Side Edition (le second étant basé sur le modèle utilitaire).